# Roman Chlebowski
Roman Chlebowski (ur. 20 grudnia 1936 w Zrazimiu) – polski geolog, doktor habilitowany nauk o Ziemi, profesor Wydziału Geologii Uniwersytetu Warszawskiego, specjalista w zakresie petrografii.

## Życiorys
Ukończył VI Liceum Ogólnokształcące im. Tadeusza Reytana w Warszawie (1955) i Wydział Geologii Uniwersytetu Warszawskiego (1961). W 1961 roku rozpoczął pracę na Wydziale Geologii UW. W 1969 roku uzyskał stopień naukowy doktora na podstawie rozprawy Petrografia utworów ordowiku rejonu synkliny bardziańskiej w południowej części Gór Świętokrzyskich (promotor Kazimierz Łydka), a w 1976 roku habilitował się na podstawie pracy Studium petrograficzne skał tufogenicznych starszego paleozoiku Gór Świętokrzyskich.
W 1991 roku uzyskał stanowisko profesora nadzwyczajnego UW. W latach 1990–1996 zastępca dyrektora Instytutu Geochemii, Mineralogii i Petrologii Wydziału Geologii UW, w latach 1996–1999 prodziekan Wydziału Geologii UW. Członek Polskiego Towarzystwa Geologicznego. Od 1980 roku działacz NSZZ „Solidarność”; pełnił funkcję radnego i członka prezydium Warszawskiego Sejmiku Samorządowego pierwszej kadencji (1990–1994).

### Odkrycie jaskini Chelosiowa Jama i inne prace badawcze
W 1973 roku Roman Chlebowski, w trakcie geologicznych badań terenowych, odkrył w Górach Świętokrzyskich jaskinię Chelosiowa Jama. Jej nazwa, nadana przez pracowników Oddziału Świętokrzyskiego Państwowego Instytutu Geologicznego, pochodzi od jego przydomka „Cheloś”, używanego przez studentów. W jednym z miejsc jaskini znajduje się naciek nazywany „Zębami Chelosia”. W 1997 roku jaskinia weszła w skład rezerwatu przyrody Chelosiowa Jama. Na początku XXI wieku w pobliżu powstał hotel „Chelosiowy Dworek”.
W 1988 roku Roman Chlebowski brał udział w III. Wyprawie Polarnej Uniwersytetu Marii Curie-Skłodowskiej na Spitsbergen. W latach 90. XX wieku uczestniczył m.in. w badaniach wraku brytyjskiego statku „General Carleton”, który zatonął w 1785 roku w pobliżu ujścia Piaśnicy niedaleko miejscowości Dębki na wybrzeżu Morza Bałtyckiego, prowadzonych przez Narodowe Muzeum Morskie w Gdańsku. Poświęcił wiele prac badaniom lessów na terenie Polski, Ukrainy i Białorusi.

## Publikacje
Autor i współautor publikacji naukowych w czasopismach oraz książek:
- Mineralogia: podręcznik (1979, ISBN 83-220-0028-6, wraz z Włodzimierzem Kowalskim)
- Petrografia skał osadowych: skrypt dla studentów II roku (1980, ISBN 83-00-01059-9; wyd. 2, 1988, ISBN 83-230-0564-8)